# 24 ur Le Mansa 1929
24 ur Le Mansa 1929 je bila sedma vzdržljivostna dirka 24 ur Le Mansa. Potekala je 15. in 16. junija 1929.

## Rezultati

### Uvrščeni
| Poz | Razred | Št | Moštvo              | Dirkači                                | Šasija               | Motor                                    | Krogi |
| --- | ------ | -- | ------------------- | -------------------------------------- | -------------------- | ---------------------------------------- | ----- |
| 1   | 8.0    | 1  | Bentley Motors Ltd. | Woolf Barnato Henry Birkin             | Bentley Speed Six    | Bentley 6.6L I6                          | 174   |
| 2   | 5.0    | 9  | Bentley Motors Ltd. | Jock Lawson Dunfee Glen Kidston        | Bentley 4½ Litre     | Bentley 4.4L I4                          | 167   |
| 3   | 5.0    | 10 | Bentley Motors Ltd. | Dr. Dudley Benjafield André d'Erlanger | Bentley 4½ Litre     | Bentley 4.4L I4                          | 159   |
| 4   | 5.0    | 8  | Bentley Motors Ltd. | Frank Clement Jean Chassagne           | Bentley 4½ Litre     | Bentley 4.4L I4                          | 156   |
| 5   | 8.0    | 5  | Stutz Paris         | Guy Bouriat Philippe de Rothschild     | Stutz DV32           | Stutz 5.3L Supercharged I8               | 153   |
| 6   | 5.0    | 14 | Brez imena          | Henri Stoffel Robert Benoist           | Chrysler 75          | Chrysler 4.1L I6                         | 152   |
| 7   | 5.0    | 15 | Brez imena          | Cyril de Vere Marcel Mongin            | Chrysler 77          | Chrysler 4.1L I6                         | 149   |
| 8   | 1.5    | 21 | Brez imena          | Kenneth Peacock Sammy Newsome          | Lea-Francis Hyper TT | Meadows 1.5L Supercharged I4             | 135   |
| 9   | 1.1    | 26 | Pierre Fenaille     | Louis Balart Louis Debeugny            | Tracta               | S.C.A.P 1.0L Supercharged I4 (2-Stroke)  | 128   |
| 10  | 1.1    | 27 | Pierre Fenaille     | Jean-Albert Grégoire Fernand Vallon    | Tracta               | S.C.A.P. 1.0L Supercharged I4 (2-Stroke) | 126   |

### Odstopi
| Poz | Razred | Št | Moštvo                          | Dirkači                                 | Šasija                            | Motor                                    | Krogi |
| --- | ------ | -- | ------------------------------- | --------------------------------------- | --------------------------------- | ---------------------------------------- | ----- |
| 11  | 8.0    | 6  | Colonel Warwick Wright          | Capt. George E.T. Eyston Richard Watney | Stutz DV32                        | Stutz 5.3L Supercharged I8               | 104   |
| 12  | 1.5    | 20 | Bollack, Netter et Cie (B.N.C.) | Lucien Desvaux Auguste Garalp           | B.N.C.                            | B.N.C. 1.5L I4                           | 88    |
| 13  | 5.0    | 7  | Brez imena                      | A.C. Saunders-Davies C.W. Fiennes       | Invicta S-Type                    | Meadows 4.5L I6                          | 78    |
| 14  | 2.0    | 19 | Brez imena                      | W.R. Hutchinson R.F. Turner             | S.A.R.A. SP7                      | S.A.R.A. 1.8L I4                         | 73    |
| 15  | 1.1    | 25 | Pierre Fenaille                 | Lucien Lemesle Maurice Benoist          | Tracta                            | S.C.A.P. 1.0L Supercharged I4 (2-Stroke) | 70    |
| 16  | 8.0    | 4  | C.T. Weymann                    | Éduoard Brisson Louis Chiron            | Stutz DV32                        | Stutz 5.3L Supercharged I8               | 65    |
| 17  | 1.1    | 24 | Pierre Fenaille                 | Roger Bourcier "Tribaudot"              | Tracta                            | S.C.A.P. 1.0L Supercharged I4 (2-Stroke) | 43    |
| 18  | 2.0    | 16 | Fox & Nichol                    | Tim Rose-Richards Brian E. Lewis        | Lagonda OH                        | Lagonda 2.0L I4                          | 29    |
| 19  | 1.1    | 29 | Bollack, Netter et Cie (B.N.C.) | Jean Lajeune Maurice Faure              | B.N.C.                            | B.N.C. 1.0L I4                           | 24    |
| 20  | 2.0    | 18 | Brez imena                      | Gaston Mottet Douglas Hawkes            | S.A.R.A. SP7                      | S.A.R.A. 1.8L I4                         | 22    |
| 21  | 1.5    | 22 | Brez imena                      | Cyril Paul William Urquhart Dykes       | Alvis 12/75                       | Alvis 1.5L Supercharged I4               | 21    |
| 22  | 8.0    | 2  | Brez imena                      | Alfredo Luis Miranda Charles Moran Jr.  | Du Pont Model G Speedster Le Mans | Continental 5.3L I8                      | 20    |
| 23  | 1.1    | 30 | Brez imena                      | Michel Doré Jean Treunet                | B.N.C.                            | B.N.C. 1.0L I4                           | 15    |
| 24  | 750    | 31 | Brez imena                      | "Trillaud" Henri Lachner                | D'Yrsan                           | Ruby 0.7 I4                              | 9     |
| 25  | 5.0    | 11 | Bentley Motors Ltd.             | Bernard Rubin Lord Howe                 | Bentley 4½ Litre                  | Bentley 4.4L I6                          | 7     |

### Statistika
- Najhitrejši krog - #1 Bentley Motors Ltd. - 7:21
- Razdalja - 2843.83km
- Povprečna hitrost - 118.492km/h

### Dobitniki nagrad
- 5th Biennial Cup - #1 Bentley Motors Ltd.
- Index of Performance - #1 Bentley Motors Ltd.